# Simian Mobile Disco
Simian Mobile Disco е английско електронно дуо базирано в Лондон. Освен със собствената си музика е популярно и с множеството си ремикси за други групи и изпълнители. Създадено през 2005 г. след разпадането на английската електро-рок група Simian, членовете му към този момент са Джеймс Форд и Джеймс Антъни Шо.

## История
Simian Mobile Disco първоначално е създаден като дуо от двама пътуващи диджеи. Те издават няколко сингъла без особен успех, сред които „The Count“, издаден от лейбъла Kitsuné Music, но са далеч по-известни с ремиските, които са правили за групи като Muse, Klaxons, The Go! Team, Air и други. През 2006 излиза първата значителна соло продукция на групата песента „Hustler“, в която вокалите са осигурени от Чар Джонсън.
Музикално английското дуо е познато с честата употреба на определена запомняща се фраза, смесването на нойз с барабани, синтезатор и вокали, които често са компютърно модулирани.
Въпреки слуховете, че дуото ще подпише договор с дъщерната на Interscope звукозаписна компания Kickball Records, дебютният студиен албум на Simian Mobile „Disco Attack Decay Sustain Release“ е издаден на 18 юни 2007 от Wichita Recordings. Сред песните включени в албума са вече познатите сингли „Hustler“, „Tits and Acid“, „I Believe“, „Hot Dog“ и пилотният сингъл „It's the Beat“, в който пее вокалистката на английската инди-поп група The Go! Team Нинжда. Освен познатите им от преди парчета албумът включва и пет напълно нови трака, а европейската версия се продава с бонус диск. Преди излизането на албума са издадени две микс компилации през април и май, за музикалните серии „Bugged Out“ и „Go Commando“, респективно.
През май 2007 Simian Mobile Disco за първи път свирят на живо с цел да промоцират дебютния си албум.
Песента „I Believe“ е включена в оригиналната музика към компютърната игра FIFA 08.

## Дискография

### Албуми
- „Attack Decay Sustain Release“ (юни 2007, Wichita Recordings)
- „Simian Mobile Disco“ EP (юли 2007, Interscope, само САЩ)
- „Clock“ EP (март 2008, Wichita Recordings)
- „Live In Japan“ (май 2008, Hostess, само Япония)
- „Sample and Hold“ (ремикс албум) (юли 2008, Wichita Recordings)

### Компилации
- „Mobile Disco 2003 (Disc 2 of The Cornerstone Player Volume 039)“ (2003)
- „Bugged Out! Presents: Suck My Deck“ (април 2007)
- „Go Commando“ (май 2007)
- „Mixmag presents: 2007 End Of Year Rave-Up“ (януари 2008)
- „I'm A Cliche/The Tokyo Tapes“ (2008)
- „FabricLive 41: Simian Mobile Disco“ (август 2008)

### Сингли
- „The Mighty Atom / Boatrace / Upside Down“ (2004, I'm A Cliche)
- „Piggy in the Middle“ (2005, Cassette Records)
- „Pulse“ (2005, Click Click Bang)
- „The Count“ (2005, Kitsune Music)
- „Hustler / Clik“ (2006, Kitsuné Music)
- „Tits & Acid / Animal House“ (2006, White Label)
- „It's the Beat“ (март 2007, Wichita Recordings)
- „I Believe“ (юли 2007, Wichita Recordings)
- „Run: Nike+ Sport Music“ (септември 2008, Nike, Inc.)
- „Run“ (октомври 2008, White Label)